# Jacou
Jacou este o comună în departamentul Hérault din sudul Franței. În 2009 avea o populație de 4.824 de locuitori.

## Evoluția populației
| An        | 1975  | 1982  | 1990  | 1999  | 2006  | 2009  |
| --------- | ----- | ----- | ----- | ----- | ----- | ----- |
| Populație | 1.259 | 1.774 | 3.795 | 4.757 | 4.997 | 4.824 |